# Mărculești
Mărculeşti (ryska: Маркулешты) är en ort i Moldavien. Den ligger i distriktet Floreşti, i den norra delen av landet, vid floden Răut. Mărculeşti ligger 100 meter över havet och antalet invånare är 2 400.
Terrängen runt Mărculeşti är huvudsakligen platt. Mărculeşti ligger nere i en dal.  Trakten runt Mărculeşti består till största delen av jordbruksmark.